# Laghedens naturreservat
Laghedens naturreservat är ett naturreservat i Bjurholms kommun i Västerbottens län.
Området är naturskyddat sedan 2019 och är 284 hektar stort. Reservatet omfattar en del av Lögdeälven och tallhedar i branter mot älven.